# Вулька-Герашовська
Вулька-Герашовська (пол. Wólka Gieraszowska) — село в Польщі, у гміні Лонюв Сандомирського повіту Свентокшиського воєводства.
Населення — 244 особи (2011).
У 1975-1998 роках село належало до Тарнобжезького воєводства.

## Демографія
Демографічна структура на день 31 березня 2011 року:
|          | Загалом | Допрацездатний вік | Працездатний вік | Постпрацездатний вік |
| -------- | ------- | ------------------ | ---------------- | -------------------- |
| Чоловіки | 137     | 38                 | 79               | 20                   |
| Жінки    | 107     | 17                 | 59               | 31                   |
| Разом    | 244     | 55                 | 138              | 51                   |